# Barkmeijer Shipyards
Barkmeijer Shipyards is een Nederlandse scheepswerf, gevestigd in Gerkesklooster-Stroobos (Friesland). De werf is gelegen aan het Prinses Margrietkanaal.
Het bedrijf is in 1850 opgericht door Gerrit Jans Barkmeijer. De werf bouwt voornamelijk zeeschepen, waaronder bulk- en containerschepen, tankers en baggerschepen.
In september 2010 verkreeg Barkmeijer een contract voor de bouw van drie grote loodsboten voor het Nederlands Loodswezen BV. De loodsvaartuigen worden 81 meter lang en 13 meter breed en kunnen 16 knopen varen. Aan boord is accommodatie voor 18 loodsen en evenveel opvarenden. De namen zijn: de Polaris, Procyon en Pollux. 
De Britse zand-, grind- en cementhandel Hanson UK gaf in 2017 opdracht voor het bouwen van twee sleephopperzuigers. Problemen die deze order voor de werf veroorzaakten leidden in 2018 tot een kredietstop van de Rabobank en vervolgens tot faillissement. Barkmeijer Shipyards werd begin 2019 overgenomen door TB Shipyards uit Kampen. De naam van de werf bleef ongewijzigd en de twee baggerschepen worden voor een andere opdrachtgever afgebouwd.
Nieuwe eigenaar Thecla Bodewes wilde Barkmeijer graag in bezit hebben omdat ze Barkmeijer een parel onder de scheepswerven vond en de werf internationaal werd gezien als een bijzonder goede werf. 'Ik heb nog nooit een slecht verhaal gehoord over een schip van Barkmeijer' en 'Barkmeijer is de etalage voor de noordelijke scheepsbouw'. Daarom handhaafde ze de naam Barkmeijer. De werf is niet alleen van belang omdat er vrij specialistische schepen worden gebouwd. Ook als onderdeel van de noordelijke scheepsbouwketen is de werf van belang. Als regio is een bepaalde omvang nodig om de werven en toeleveranciers als samenhangend geheel overeind te houden. Wanneer je kritische massa mist, dan verdwijnt kennis.